# IC 843
IC 843 је лентикуларна галаксија у сазвјежђу Береникина коса која се налази на листи објеката дубоког неба у Индекс каталогу.
Деклинација објекта је + 29° 7' 50" а ректасцензија 13h 1m 33,6s. Привидна величина (магнитуда) објекта IC 843 износи 13,7 а фотографска магнитуда 14,7. IC 843 је још познат и под ознакама UGC 8137, MCG 5-31-100, CGCG 160-99, PGC 44908.